# 7389 Michelcombes
7389 Michelcombes (1982 UE) là một tiểu hành tinh vành đai chính được phát hiện ngày 17 tháng 10 năm 1982 bởi E. Bowell ở trạm Anderson Mesa thuộc Đài thiên văn Lowell.